# Clásico del Sur
El Clásico del Sur es el nombre dado al encuentro futbolístico que enfrenta a los clubes Banfield y Lanús, en la Argentina. Es llamado así ya que ambos están localizados en la zona sur del conurbano bonaerense.

## Historia
La rivalidad entre el Granate (Lanús) y el Taladro (Banfield) se alimenta principalmente por la cercanía entre ambos, lo que hace que el encuentro sea disputado como un importante enfrentamiento deportivo entre la ciudad de Lanús y la localidad de Banfield. Sin embargo, recién se comenzó a vivir como tal a partir de la década de 1990, momento en el cual el crecimiento de ambos acrecentó la rivalidad.

### Años 1960 y 1970
En las décadas de 1960 y 1970, ambas parcialidades eran amigas. Los viejos rivales de ambos clubes eran Los Andes para Banfield, vecino del partido de Lomas de Zamora, y Talleres (RE) (otro equipo representativo del partido de Lanús) para Lanús (rivales a pesar de su fusión, para participar en Primera División, en 1934). Ambos equipos (el Taladro y el Granate) siguen conservando estas rivalidades, a pesar de que no han vuelto a enfrentarse en los últimos años.

### Años 1980 y 1990
Ambos equipos en la década de 1980 disputaban el Nacional B, y no tenían una rivalidad entre ellos, ya que enfrentaban habitualmente a sus históricos rivales (Los Andes y Talleres). No obstante, es a partir de esa década que comenzó a gestarse la rivalidad. Durante finales de los ochenta y comienzos de los noventa, eran los animadores de los torneos del Nacional B, hasta que Lanús primero en 1992, y Banfield después en 1993 consiguieron sus respectivos ascensos a Primera División. La permanencia en la A, y el crecimiento institucional de ambos clubes cimentó la rivalidad. Si bien el Taladro sufrió dos descensos durante este período, se han llegado a disputar 37 clásicos en el máximo círculo del fútbol Argentino hasta 2017. Tuvo además un rol importante el papel de los medios de comunicación masivos en instalar y difundir la rivalidad. Esto ha permitido consolidarlo, también a través de la repercusión mediática fruto de la presencia de ambas instituciones en la máxima categoría y de la gravitación que han tenido tanto en el plano local como internacional.

### Condiciones geográficas
La rivalidad es muy fuerte por la cercanía de ambos equipos, Lanús pertenece al partido homónimo, y Banfield pertenece a la localidad homónima dentro del Partido de Lomas de Zamora. Ubicados ambos clubes en el sur del conurbano bonaerense, estando sus estadios a aproximadamente 4 km de distancia, separados tan solo por la localidad de Remedios de Escalada. Esta cercanía genera, en torno a cada encuentro, una gran expectativa en los aficionados que es retroalimentada a su vez por los medios de comunicación masivos.

## Historial General
| Competición      | Partidos | Victorias Banfield | Empates | Victorias Lanús | Goles Banfield | Goles Lanús |
| ---------------- | -------- | ------------------ | ------- | --------------- | -------------- | ----------- |
| Primera División | 103      | 41                 | 31      | 31              | 126            | 112         |
| Segunda División | 24       | 7                  | 7       | 10              | 36             | 38          |
| Copas Nacionales | 5        | 4                  | 1       | 0               | 7              | 2           |
| Total            | 132      | 52                 | 39      | 41              | 170            | 154         |

### Historial por décadas
| Décadas   | PJ  | GBAN | E  | GLAN | DIF | Goles BAN | Goles LAN |
| --------- | --- | ---- | -- | ---- | --- | --------- | --------- |
| 1910-1919 | 4   | 2    | 0  | 2    | 0   | 3         | 6         |
| 1920-1929 | 14  | 4    | 7  | 3    | 1   | 14        | 14        |
| 1930-1939 | 1   | 1    | 0  | 0    | 1   | 3         | 2         |
| 1940-1949 | 16  | 9    | 4  | 3    | 6   | 35        | 19        |
| 1950-1959 | 8   | 4    | 0  | 4    | 0   | 13        | 15        |
| 1960-1969 | 12  | 8    | 3  | 1    | 4   | 16        | 4         |
| 1970-1979 | 9   | 5    | 3  | 1    | 4   | 14        | 9         |
| 1980-1989 | 16  | 3    | 6  | 7    | 5   | 23        | 32        |
| 1990-1999 | 10  | 2    | 2  | 6    | 4   | 4         | 12        |
| 2000-2009 | 17  | 6    | 6  | 5    | 1   | 24        | 18        |
| 2010-2019 | 15  | 5    | 3  | 7    | 2   | 12        | 16        |
| 2020-2029 | 8   | 3    | 3  | 2    | 1   | 9         | 7         |
| Total     | 131 | 52   | 37 | 41   | 11  | 170       | 154       |

### Partidos en Amateurismo
Fuente: Historial Clásico del Sur
| Fecha                   | Torneo                       | Estadio  | Resultado | Resultado | Resultado |
| ----------------------- | ---------------------------- | -------- | --------- | --------- | --------- |
| 1918                    | División Intermedia 1918     | Lanús    | Lanús     | 4-0       | Banfield  |
| 1918                    | División Intermedia 1918     | Banfield | Banfield  | 0-1       | Lanús     |
| 1919                    | División Intermedia 1919     | Banfield | Banfield  | 2-1       | Lanús     |
| 1919                    | División Intermedia 1919     | Lanús    | Lanús     | 0-1       | Banfield  |
| 1920                    | Primera División 1920        | Banfield | Banfield  | 1-1       | Lanús     |
| 1920                    | Primera División 1920        | Lanús    | Lanús     | 1-2       | Banfield  |
| 1921                    | Primera División 1921 (Aamf) | Banfield | Banfield  | 2-2       | Lanús     |
| 1921                    | Primera División 1921 (Aamf) | Lanús    | Lanús     | 0-0       | Banfield  |
| 1922                    | Primera División 1922 (Aamf) | Lanús    | Lanús     | 1-2       | Banfield  |
| 1922                    | Primera División 1922 (Aamf) | Banfield | Banfield  | 0-0       | Lanús     |
| 1923                    | Primera División 1923 (Aamf) | Banfield | Banfield  | 1-0       | Lanús     |
| 1924                    | Primera División 1924 Aamf   | Lanús    | Lanús     | 1-0       | Banfield  |
| 5 de abril de 1925      | Primera División 1925 Aamf   | Banfield | Banfield  | 1-4       | Lanús     |
| 24 de octubre de 1926   | Primera División 1926 (Aamf) | Banfield | Banfield  | 0-0       | Lanús     |
| 8 de diciembre de 1926  | Copa Competencia 1926        | Banfield | Banfield  | 2-1       | Lanús     |
| 4 de diciembre de 1927  | Primera División 1927        | Banfield | Banfield  | 0-0       | Lanús     |
| 28 de octubre de 1928   | Primera División 1928        | Lanús    | Lanús     | 1-1       | Banfield  |
| 22 de diciembre de 1929 | Primera División 1929        | Lanus    | Lanús     | 2-2       | Banfield  |
| 5 de octubre            | Primera División 1930        | Lanús    | Lanús     | 2-3       | Banfield  |

### Encuentros disputados
La ventaja de Banfield sobre Lanús en el historial, ya supera los 100 años, y es una de las más longevas de la historia de los clásicos futbolísticos a nivel mundial. "El Taladro" ganó más veces el encuentro en Primera División y en el total de partidos disputados, no obstante, en Segunda División Lanús aventaja a Banfield por un partido.
El primer partido disputado en el Clásico durante la era amateur, fue el 7 de abril de 1918, terminando en una aplastante victoria 4 a 0 por parte de Lanús en la cancha de Racing. La primera victoria en el clásico por parte Banfield, fue 2 a 1 en la cancha de Lanús el 21 de mayo de 1922. En ese mismo año Lanús ganaría otra edición del clásico por 2 a 0.
La primera edición del Clásico del Sur durante el profesionalismo data del 22 de septiembre de 1940. Banfield hizo las veces de local en la cancha de Talleres de Remedios de Escalada, dado que su estadio se encontraba en reformas. El resultado final fue 5 a 0 a favor del Taladro.
Durante la era amateur, el clásico fue parejo, con igual cantidad de victorias para ambos clubes. Pero desde la victoria de 1940, Banfield tomó la delantera en el historial del clásico, posición que Lanús nunca ocupó.

### Máximas goleadas
La mayor goleada del Clásico del Sur ocurrió en marzo de 2008 y favoreció a Banfield. Lanús acababa de coronarse campeón del Apertura 2007, y recibía al Taladro en su estadio, en el marco de la 5ª fecha del torneo Clausura 2008. El conjunto granate se encontraba por entonces disputando la Copa Libertadores 2008. El resultado final fue 5 a 0 a favor de Banfield, con goles de Laso, Darío Cvitanich (2), L. Civelli y Santana.
Otra goleada similar, también por 5 a 0, fue conseguida por el equipo albiverde en condición de local en 1940, sin embargo, el marco previo al encuentro no era en absoluto el mismo, sumado a que por aquel entonces, la rivalidad no era tal. Otra importante goleada banfileña se produjo en 1949, con un contundente 5 a 2 en cancha del Taladro.
Por el lado del Granate, la mayor diferencia de gol a su favor en un partido ocurrió en 1996, con resultado por 4 a 0, durante el Clausura 1996, con goles de Hugo Morales (2), Claudio Enría y Ariel Ibagaza. Otra goleada similar fue en 1989, en el marco de la fecha 35 del Campeonato Nacional B 1988/89, Lanús como local le ganó 5 a 1 a Banfield.
Estos seis partidos fueron las máximas diferencias en el marcador que se pudieron sacar entre sí Banfield y Lanús.

### Invictos
Ambos equipos mantuvieron en sus estadios amplios invictos en el marco del Clásico en Primera División. Los Granates fueron inexpugnables en La Fortaleza durante 31 años en 7 partidos, desde una derrota 1 a 0 en 1972, hasta otra caída por el mismo resultado en 2003. Aquí el Taladro aventaja a su rival, ya que mantuvo invicto el Florencio Sola durante 41 años en 9 partidos disputados, desde una derrota 3 a 2 propinada por los granates en 1954, hasta otra caída por 2 a 0 en 1995.
En diversas ocasiones, la permanencia de alguno de los clubes en categorías menores, ampliaron la extensión de dichos invictos en la máxima categoría. Si tomamos en cuenta todos los encuentros disputados entre Primera y Segunda División, Banfield mantuvo su invicto 28 años en 10 encuentros, hasta 1982 (2 a 0). Lanús vuelve a estar en desventaja, ya que su invicto se reduce a 14 años (1973 a 1987) en donde se enfrentaron 7 veces en Guidi y Arias.
En cuanto a los invictos en general, es decir contando partidos de local y de visitante, Banfield logró mantenerse 11 años sin derrotas durante 16 encuentros, contando enfrentamientos entre Primera y Segunda División, desde 1966 hasta 1977. La mejor racha del Granate llegó a los 8 años, pero con solo 7 encuentros disputados, todos en Primera División.

## Desempeño futbolístico

### Logros
En términos de logros en la historia, el que lleva la ventaja es el Granate. Banfield se consagró campeón por primera vez de una copa nacional oficial durante el amateurismo, al ganar la Copa de Honor Municipalidad de Buenos Aires de 1920, derrotando a Boca 2 a 1 en la final. Ya en la era profesional, el Taladro fue campeón de Primera División al ganar el Apertura 2009, resultando subcampeón de la misma en 4 oportunidades, 1920, 1934 1951 y el Clausura 2005, también fue subcampeón de una Copa Nacional, la Copa Competencia Jockey Club 1933 y de la Copa Maradona 2020 (al perder contra Boca Juniors por penales). Lanús, por su parte, ganó dos títulos en la máxima categoría, el Apertura 2007 y el Campeonato 2016; y tres copas nacionales, la Copa Perón 1955 ,la Copa del Bicentenario 2016 y la Supercopa Argentina 2016. Además, fue subcampeón de una copa nacional (Copa Competencia de 1926), y de la máxima categoría en ocho oportunidades: en el Campeonato 1956, el Apertura 1995, el Apertura 1996, el Clausura 1998, el Clausura 2006, el Clausura 2009, el Clausura 2011 y el Inicial 2013.
Lanús participó de mayor cantidad de ediciones del campeonato de Primera División que su clásico rival. Además, el conjunto granate militó en la máxima categoría desde el inicio del profesionalismo, en 1931. Por su parte, Banfield fue invitado a participar de la Liga Profesional también en 1931. Pero sus dirigentes, creyendo que el profesionalismo iba a fracasar a corto plazo, optaron por seguir participando en los campeonatos amateurs. En 1934 se produce la fusión de ambas asociaciones, por lo cual Banfield se vio obligado a afiliarse al profesionalismo, comenzando a disputar la Segunda División. En 1939 consiguió el ascenso a la máxima categoría.
El Granate ocupa el puesto 13 en la Tabla Histórica del Profesionalismo, con 2584 puntos en 2327 encuentros disputados, logrados a lo largo de 66 temporadas. Tres puestos por debajo se encuentra Banfield (15º) con 1951 puntos en 1855 partidos, durante 48 temporadas.
Por otro lado, en el plano internacional, el Granate ganó la Copa Conmebol 1996, salió subcampeón de la misma en 1997, obtuvo la Copa Sudamericana 2013, el subcampeonato en la Copa Libertadores en su edición 2017, el subcampeonato de la Copa Sudamericana 2020, y disputó una Final de Recopa Sudamericana 2014 y Copa Suruga Bank 2014.
Banfield, por su parte, solamente ha llegado a disputar los cuartos de final de la Copa Libertadores 2005.
Banfield además posee tres récords dentro del fútbol argentino. El primero se trata de la mayor goleada de la historia de la Primera División, 13 a 1 a Puerto Comercial (Bahía Blanca) durante el Torneo Nacional de 1974. En ese partido se encuentra otro récord: Juan Taverna marcó 7 goles, siendo la máxima cifra de goles anotados por un mismo jugador durante un partido, en el fútbol argentino. El tercer récord habla del invicto más prolongado de un equipo como local en Primera División. Banfield fue imbatible en el Florencio Sola, desde 1950 hasta 1953. Fueron 48 partidos, ganando 35 y empatando 13. La serie comenzó el 7 de mayo de 1950 y culminó el 4 de junio de 1953.

### Ascenso
En el ascenso, Banfield participó únicamente de la segunda división en el profesionalismo. En la era amateur participó de la segunda división y la tercera división (donde fue campeón en 2 ocasiones: 1908 y 1912). Mientras que Lanús participó de la segunda categoría tanto en el profesionalismo como en la era amateur y de la tercera división en el profesionalismo. No obstante, Banfield descendió a la tercera división en 1938, pero consiguió evitar disputarla, luego de que Estudiantil Porteño (que militaba en Segunda División) se desafiliara de la AFA. Por una decisión del Consejo Directivo de dicho organismo, Banfield ocupó su lugar.
Banfield tiene en su haber siete torneos de ascenso en el profesionalismo, todos de Segunda División, los de 1939, 1946, 1962, 1973, 1992/93, 2000/01 y 2013/14. Mientras que Lanús también tiene seis, cinco de la Segunda División que datan de 1950, 1964, 1971, 1976 y Campeonato Nacional "B" 1991/92, y uno de la Tercera División que data de 1981.

### Tabla comparativa
El Taladro lleva la ventaja en el historial futbolístico. Mientras tanto, el Granate aventaja a su rival en la cantidad y jerarquía de títulos ganados y en la cantidad de temporadas disputadas en la máxima categoría.
| Club Atlético Banfield | Observaciones                           | Club Atlético Lanús |
| ---------------------- | --------------------------------------- | ------------------- |
| 2025                   | Camiseta                                | 2025                |
| Taladro                | Apodo                                   | Granate             |
| Primera División       | Categoría actual                        | Primera División    |
| Banfield               | Localidad                               | Lanús               |
| 21 de enero de 1896    | Fecha de fundación                      | 3 de enero de 1915  |
| 34.900                 | Capacidad del Estadio                   | 47.090              |
| 20.908                 | Socios                                  | 34.484              |
| 77                     | Temporadas en Primera A                 | 84                  |
| 1                      | Campeonatos de Primera A                | 2                   |
| 12                     | Temporadas en Nacional B                | 5                   |
| 3                      | Campeonatos de Nacional B               | 1                   |
| 24                     | Temporadas en Primera B (2.ª división)  | 15                  |
| 7                      | Campeonatos de Primera B (2.ª división) | 4                   |
| 3                      | Temporadas en Primera C (3.ª división)  | 3                   |
| 0                      | Campeonatos de Primera C (3.ª división) | 1                   |
| 1                      | Copas nacionales                        | 3                   |
| 0                      | Títulos Internacionales                 | 2                   |
| 11                     | Participaciones Internacionales         | 25                  |
| 3                      | Goleadores de Primera División          | 7                   |
| 3                      | Finales disputadas                      | 12                  |
| 2                      | Total de Títulos oficiales              | 7                   |

- Los dos clubes fueron campeones de Primera División por primera vez en la cancha de Boca. Lanús en 2007[10] y Banfield en 2009.[11]
- El jugador Santiago Silva fue campeón en ambos clubes. Con Banfield en 2009 y con Lanús en 2013.[12]

## Goleadores
| Jugador          | Equipo   | Goles |
| ---------------- | -------- | ----- |
| José Sand        | Lanús    | 7     |
| Gustavo Albella  | Banfield | 7     |
| Jorge Alcalde    | Banfield | 6     |
| Gilmar Villagrán | Lanús    | 6     |
| Osvaldo Gil      | Lanús    | 4     |
| Oscar Contreras  | Lanús    | 4     |
| Darío Cvitanich  | Banfield | 3     |
| Josemir Lujambio | Banfield | 3     |
| Ariel López      | Lanús    | 3     |
| Nicolás Daponte  | Lanús    | 3     |

Fuentes: